# Володино (Краснохолмский район)
Володино — деревня в Краснохолмском муниципальном округе Тверской области. 

## География
Деревня расположена в 17 км на юго-восток от города Красный Холм, в 2,5 км на восток от деревни находится погост Налючи. 

## История
В 1824 году на погосте Налючи близ деревни была построена каменная Благовещенская церковь с 3 престолами, метрические книги с 1780 года.
В конце XIX — начале XX века деревня являлась центром Володинской волости Весьегонского уезда Тверской губернии.
С 1929 года деревня входила в состав Лысковского сельсовета Краснохолмского района Бежецкого округа Московской области, с 1935 года — в составе Калининской области, с 1994 года — в составе Ивакинского сельского округа, с 2005 года — в составе Глебенского сельского поселения, с 2019 года — в составе Краснохолмского муниципального округа. 

## Население
| 1859 | 1889 | 2010 |
| ---- | ---- | ---- |
| 199  | ↗253 | ↘11  |

## Достопримечательности
Близ деревни на погосте Налючи расположена Церковь Благовещения Пресвятой Богородицы (1824).